# میشلاو ایم اشتایگروالد
میشلاو ایم اشتایگروالد (به آلمانی: Michelau im Steigerwald) یک شهر در آلمان است که در بایرن واقع شده‌است.

## خصوصیات
میشلاو ایم اشتایگروالد ۱۴٫۱۵ کیلومترمربع مساحت دارد ۲۹۱ متر بالاتر از سطح دریا واقع شده‌است.